# Лиллеметс, Анника
Анника Лиллеметс (швед. Annika Lillemets; род. 1962) ― шведский политик, депутат Риксдага от Партии зелёных с 2010 года.  

## Биография
На протяжении своего первого срока в шведском парламенте Лиллеметс была вице-председателем налогового комитета и комитета по дорожному движению. На втором сроке полномочий, начиная с 2014 года, она была вице-председателем в четырёх других парламентских комитетах: комитете по культуре, комитете по бизнесу, комитете социального обеспечения и комитете по международным отношениям.
Партия зелёных, впервые в истории Швеции, после национальных выборов 2014 года заняла места в правительстве. Однако некоторые решения правительства были подвергнуты резкой критике внутри самой Партии зелёных. Анника Лиллеметс проявила себя как одна из наиболее яростных критиков правительственной политики.
После того, как Карл Шлайтер, также известный своей критикой ряда правительственных решений, был отстранён от должности председателя парламентского комитета по делам Европейского союза, а Вальтер Матт был отправлен в отставку с должности пресс-секретаря комитета по внешней политике, Анника Лиллемет также добровольно покинула свои дополнительные должности в шведском парламенте в середине 2016 года в знак поддержки этих двух деятелей. Джабар Амин, другой депутат Европарламента, сделал то же самое.
После данного инцидента эти четыре члена Европарламента на несколько месяцев перестали посещать собственные рабочие встречи Партии зелёных в парламенте. Вместо этого они сформировали собственную группу и проводили свои собственные встречи. Кроме решительной критики Меморандума о взаимопонимании, заключённого с НАТО, против которого они проголосовали, группа также проголосовала против решения правительства и партийной линии зелёных, направленных на временное ужесточение правил иммиграции и продажу угольных шахт. Однако уже в декабре 2016 года группа вернулась для участия в рабочих встречах зелёных в парламенте.